# Valle de Paletará
Paletará es un valle en el Cauca en el Macizo Colombiano ubicado en altitudes entre 3000 y 3200 m.s.n.m. Es una zona casi plana erosionada por el río Cauca, adyacente a la Cadena Volcánica Coconuco y otras estructuras volcánicas resurgentes que existen en las cercanías como la  maar de Yerbabuena.

## Geografía
La región denominada Valle de Paletará está limitada por el pie de la Cadena Volcánica Coconucos al noreste y una serie de cerros bajos al sureste denominados Cerros Cortaderal, Las Tusas, Loma del Apio, Cresta de Gallo y Loma de las Peñas, que son elevado respecto al valle por una falla SE-NO. El valle presenta una morfología plana repleta de finos sedimentos de material efusivo y piroclástico provenientes de los centros volcánicos vecinos de la zona, como los de la Cadena Volcánica Coconuco, el complejo volcánico de Sotará y una serie de estructuras freatomagmáticas ubicadas dentro del propio Valle de Paletará.

## Geología
El valle de Paletara constituye el sector interior SO de la Caldera Paletará. Los cerros que bordean el Valle hacia el sur son remanentes del borde y el valle mismo es una llanura formada por un relleno volcánico y fluvioglacial en el fondo de la caldera, dado por la resurgimiento de la actividad volcánica representada. por el edificio Chagartón y la Cadena Volcánica Coconuco dentro de la caldera Paletará. Los demás bordes han sido erosionados dejando montañas con una cumbre redondeada y alargada.

## Area protegida
El Valle de Paletará se encuentra dentro del área protegida del Parque Nacional Natural Puracé cuya principal característica es el estratovolcán activo Puracé, uno de los volcanes más activos de Colombia. uno de los volcanes más activos de Colombia.[4] En la zona nacen cuatro de los ríos más importantes del país: el río Magdalena, el río Cauca, el río Caquetá y el río Patía.